# Teorema do virial
O teorema do virial estabelece que a energia cinética média de um sistema de partículas é igual ao seu virial para os casos em que o valor médio de G seja constante, ou seja,  {\displaystyle \langle {\frac {dG}{dt}}\rangle =0}:
{\displaystyle \langle T\rangle =S=-{\frac {1}{2}}\left\langle \sum _{k=1}^{N}\mathbf {F} _{k}\cdot \mathbf {r} _{k}\right\rangle } .
Considere-se a seguinte quantidade física:
{\displaystyle G=\sum _{k=1}^{N}\mathbf {p} _{k}\cdot \mathbf {r} _{k}} .
Nessa expressão {\displaystyle \mathbf {r} _{k}} e {\displaystyle \mathbf {p} _{k}} são, respectivamente, o vetor posição e o vetor momento linear da k-ésima partícula de um sistema de partículas. O virial {\displaystyle S} de um conjunto de {\displaystyle N} partículas é definido de tal forma que
{\displaystyle S=-{\frac {1}{2}}\left\langle \sum _{k=1}^{N}{\frac {d\mathbf {p} _{k}}{dt}}\cdot \mathbf {r} _{k}\right\rangle =-{\frac {1}{2}}\left\langle \sum _{k=1}^{N}\mathbf {F} _{k}\cdot \mathbf {r} _{k}\right\rangle } .
O símbolo {\displaystyle \left\langle \,\right\rangle } representa a média temporal da grandeza por ele encerrada ao longo do intervalo de tempo adequado à situação, tipicamente o período de oscilação em movimentos periódicos.
A expressão "virial" deriva do latim, vis, viris, palavra para "força" ou "energia" e foi cunhada por Rudolf Clausius em 1870.
Uma das grandes utilidades do teorema do virial se deve ao fato de que ele permite que a energia cinética total seja calculada mesmo para sistemas complicados que não têm uma solução exata, tais como aqueles considerados em mecânica estatística.
Por exemplo, o teorema do virial pode ser usado para derivar o teorema da equipartição, a equação de Clapeyron para os gases ideais ou mesmo para calcular o limite de Chandrasekhar para a estabilidade de estrelas anãs brancas.

## Dedução da expressão matemática para o virial
A derivada temporal de G pode ser escrita como
{\displaystyle {\frac {dG}{dt}}=\sum _{k=1}^{N}{\frac {d\mathbf {p} _{k}}{dt}}\cdot \mathbf {r} _{k}+\sum _{k=1}^{N}\mathbf {p} _{k}\cdot {\frac {d\mathbf {r} _{k}}{dt}}}
{\displaystyle =\sum _{k=1}^{N}\mathbf {F} _{k}\cdot \mathbf {r} _{k}+\sum _{k=1}^{N}m_{k}{\frac {d\mathbf {r} _{k}}{dt}}\cdot {\frac {d\mathbf {r} _{k}}{dt}}}
ou, de modo mais simples,
{\displaystyle {\frac {dG}{dt}}=2T+\sum _{k=1}^{N}\mathbf {F} _{k}\cdot \mathbf {r} _{k}.}
Aqui,  {\displaystyle m_{k}} representa a massa da {\displaystyle k}-ésima partícula,
{\displaystyle \mathbf {F} _{k}={\frac {d\mathbf {p} _{k}}{dt}}} é a força líquida atuando sobre
a partícula e  {\displaystyle T} é a energia cinética total do sistema.
{\displaystyle T={\frac {1}{2}}\sum _{k=1}^{N}m_{k}v_{k}^{2}={\frac {1}{2}}\sum _{k=1}^{N}m_{k}{\frac {d\mathbf {r} _{k}}{dt}}\cdot {\frac {d\mathbf {r} _{k}}{dt}}.}
A média desta derivada no intervalo de tempo  {\displaystyle \tau } é definida como:
{\displaystyle \left\langle {\frac {dG}{dt}}\right\rangle _{\tau }={\frac {1}{\tau }}\int _{0}^{\tau }{\frac {dG}{dt}}\,dt={\frac {1}{\tau }}\int _{0}^{\tau }dG={\frac {G(\tau )-G(0)}{\tau }},}
Assim, tomando a média dos dois lados da expressão para a derivada de G com relação ao tempo, temos:
{\displaystyle \left\langle {\frac {dG}{dt}}\right\rangle _{\tau }=2\left\langle T\right\rangle _{\tau }+\sum _{k=1}^{N}\left\langle \mathbf {F} _{k}\cdot \mathbf {r} _{k}\right\rangle _{\tau }.}
Da expressão acima segue-se que, se {\displaystyle \left\langle {\frac {dG}{dt}}\right\rangle _{\tau }=0}, então
{\displaystyle 2\left\langle T\right\rangle _{\tau }=-\sum _{k=1}^{N}\left\langle \mathbf {F} _{k}\cdot \mathbf {r} _{k}\right\rangle _{\tau }.}
Existem muitas razões pelas quais a média das derivadas temporais podem se anular, isto é,
{\displaystyle \left\langle {\frac {dG}{dt}}\right\rangle _{\tau }=0}.
Uma razão frequentemente citada se aplica a sistemas ligados, i.e., sistemas em que as partículas permanecem sempre juntas.
Nesse caso, o virial {\displaystyle G^{\mathrm {bound} }} está normalmente  entre dois valores extremos,
{\displaystyle G_{\min }} e {\displaystyle G_{\max }}, e a média vai a zero para o
limite de tempos muitos longos {\displaystyle \tau }
{\displaystyle \lim _{\tau \rightarrow \infty }\left|\left\langle {\frac {dG^{\mathrm {bound} }}{dt}}\right\rangle _{\tau }\right|=\lim _{\tau \rightarrow \infty }\left|{\frac {G(\tau )-G(0)}{\tau }}\right|\leq \lim _{\tau \rightarrow \infty }{\frac {G_{\max }-G_{\min }}{\tau }}=0.}
Mesmo se a média da derivada temporal {\displaystyle \left\langle {\frac {dG}{dt}}\right\rangle _{\tau }}
é somente aproximadamente zero, o teorema do virial continua valendo, com a mesma ordem de aproximação.
Assim, quando a média da derivada temporal de G anula-se,
{\displaystyle \left\langle T\right\rangle _{\tau }=-{\frac {1}{2}}\sum _{k=1}^{N}\left\langle \mathbf {F} _{k}\cdot \mathbf {r} _{k}\right\rangle _{\tau }.}
que é a expressão matemática para o Teorema do Virial.

## Relação com a energia potencial
A força total {\displaystyle \mathbf {F} _{k}} atuando sobre a partícula {\displaystyle k}
é a soma de todas as forças exercidas pelas outras partículas do sistema, {\displaystyle j}
{\displaystyle \mathbf {F} _{k}=\sum _{j=1}^{N}\mathbf {F} _{jk}}
onde, {\displaystyle \mathbf {F} _{jk}} é a força aplicada pela partícula {\displaystyle j} na partícula {\displaystyle k}.
Portanto, o termo de força da derivada temporal do virial pode ser escrito como
{\displaystyle \sum _{k=1}^{N}\mathbf {F} _{k}\cdot \mathbf {r} _{k}=\sum _{k=1}^{N}\sum _{j=1}^{N}\mathbf {F} _{jk}\cdot \mathbf {r} _{k}.}
Como nenhuma partícula atua sobre sí mesma (i.e., {\displaystyle \mathbf {F} _{jk}=0}, sempre que {\displaystyle j=k}), temos que
{\displaystyle \sum _{k=1}^{N}\mathbf {F} _{k}\cdot \mathbf {r} _{k}=\sum _{k=1}^{N}\sum _{j<k}\mathbf {F} _{jk}\cdot \mathbf {r} _{k}+\sum _{k=1}^{N}\sum _{j>k}\mathbf {F} _{jk}\cdot \mathbf {r} _{k}=\sum _{k=1}^{N}\sum _{j<k}\mathbf {F} _{jk}\cdot \left(\mathbf {r} _{k}-\mathbf {r} _{j}\right).}
onde assumimos que a terceira lei de Newton pode ser aplicada, i.e., {\displaystyle \mathbf {F} _{jk}=-\mathbf {F} _{kj}}
(reações iguais e opostas).
É comum acontecer que as forças possam ser derivadas da energia potencial {\displaystyle V}
que é uma função somente da distância, {\displaystyle r_{jk}}, entre as partículas
{\displaystyle j} e {\displaystyle k}. Como  força é o gradiente da energia potencial,
temos, neste caso
{\displaystyle \mathbf {F} _{jk}=-\nabla _{\mathbf {r} _{k}}V=-{\frac {dV}{dr}}{\frac {\mathbf {r} _{k}-\mathbf {r} _{j}}{r_{jk}}},}
a qual é igual e oposta a {\displaystyle \mathbf {F} _{kj}=-\nabla _{\mathbf {r} _{j}}V},
a força aplicada pela partícula {\displaystyle k} sobre a partícula {\displaystyle j},
como pode ser confirmado por cálculos explícitos. Portanto, o termo de força da derivada temporal
do virial é
{\displaystyle \sum _{k=1}^{N}\mathbf {F} _{k}\cdot \mathbf {r} _{k}=\sum _{k=1}^{N}\sum _{j<k}\mathbf {F} _{jk}\cdot \left(\mathbf {r} _{k}-\mathbf {r} _{j}\right)=-\sum _{k=1}^{N}\sum _{j<k}{\frac {dV}{dr}}{\frac {\left(\mathbf {r} _{k}-\mathbf {r} _{j}\right)^{2}}{r_{jk}}}=-\sum _{k=1}^{N}\sum _{j<k}{\frac {dV}{dr}}r_{jk}.}

## Aplicação a forças que seguem uma lei da potência
É comum acontecer que a energia potencial {\displaystyle V} é uma função do tipo lei de potência
{\displaystyle V(r_{jk})=\alpha r_{jk}^{n},}
onde o coeficiente {\displaystyle \alpha } e o expoente {\displaystyle n} são constantes.
Em tais casos, temos:
{\displaystyle -\sum _{k=1}^{N}\mathbf {F} _{k}\cdot \mathbf {r} _{k}=\sum _{k=1}^{N}\sum _{j<k}{\frac {dV}{dr}}r_{jk}=\sum _{k=1}^{N}\sum _{j<k}nV(r_{jk})=nU}
onde {\displaystyle U} é a energia potencial total do sistema
{\displaystyle U=\sum _{k=1}^{N}\sum _{j<k}V(r_{jk}).}
Em tais casos, quando
{\displaystyle \left\langle {\frac {dG}{dt}}\right\rangle _{\tau }=0}, a equação geral torna-se
{\displaystyle \langle T\rangle _{\tau }=-{\frac {1}{2}}\sum _{k=1}^{N}\langle \mathbf {F} _{k}\cdot \mathbf {r} _{k}\rangle _{\tau }={\frac {n}{2}}\langle U\rangle _{\tau }.}
Um exemplo muito citado é a força de atração gravitacional, para a qual {\displaystyle n=-1}.
Neste caso,
{\displaystyle \langle T\rangle _{\tau }=-{\frac {1}{2}}\langle U\rangle _{\tau }.}
Este resultado é notavelmente útil para sistemas gravitantes complexos, tais como o sistema solar ou galáxias,
e também para sistemas eletrostáticos, para os quais {\displaystyle n=-1}, também.
Apesar de ter sido derivado para a mecânica clássica, o teorema do virial também vale para a
mecânica quântica.

## Inclusão de campos eletromagnéticos
O teorema do virial pode ser expandido para incluir o campo magnético e o campo elétrico.
{\displaystyle {\frac {1}{2}}{\frac {d^{2}}{dt^{2}}}I+\int _{V}x_{k}{\frac {\partial G_{k}}{\partial t}}d^{3}r=2(T+U)+W^{E}+W^{M}-\int x_{k}(p_{ik}+T_{ik})dS_{i},}
onde I é o momentum de inércia, G é o vetor de Poynting, T é a energia cinética do "fluido",
U é a energia térmica (aleatória ou cinética) das partículas,
WE e WM são as energias dos campos elétrico e magnético contidas no volume considerado.
Finalmente,  pik é o tensor pressão de fluido expresso no sistema de coordenadas móvel local
{\displaystyle p_{ik}=\Sigma n^{\sigma }m^{\sigma }\langle v_{i}v_{k}\rangle ^{\sigma }-V_{i}V_{k}\Sigma m^{\sigma }n^{\sigma }},
e Tik é o tensor de stress eletromagnético,
{\displaystyle T_{ik}=\left({\frac {\varepsilon _{0}E^{2}}{2}}+{\frac {B^{2}}{2\mu _{0}}}\right)-\left(\varepsilon _{0}E_{i}E_{k}+{\frac {B_{i}B_{k}}{\mu _{0}}}\right).}
Um plasmoide é uma configuração finita de campos magnéticos e plasma. Com o teorema do virial é fácil ver que
qualquer  configuração que seja, se expandirá se não for contida por forças externas. Em uma configuração finita sem
paredes de pressão-rolamento ou bobinas magnéticas, a integral de superfície será nula. Como todos os outros termos
do lado direito são positivos, a aceleração do momentum de inércia também será positiva. Também é fácil de estimar
o tempo de expansão τ. Se a massa total M está confinada dentro de um raio R, então o momentum de inércia
é aproximadamente MR2, e o lado esquerdo do teorema do virial é MR 2/τ2.
Os termos no lado direito somam até cerca de  pR3, onde p é o maior entre a pressão de
plasma e a pressão magnética. Equacionando esses dois termos e resolvendo para τ, encontramos
{\displaystyle \tau \,\sim R/c_{s},}
onde cs é a velocidade da onda acústica de íons (ou onda de Alfven), se a pressão magnética
é maior que a pressão de plasma). Logo, a meia-vida esperada para um plasmóide é da ordem do tempo de trânsito
acústico (ou de Alfven).

## Biblografia
- Goldstein H. (1980) Classical Mechanics, 2nd. ed., Addison-Wesley. ISBN 0-201-02918-9